# Telegrafist

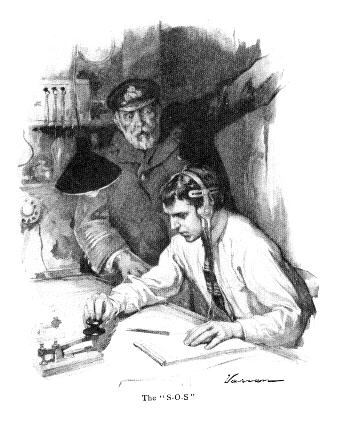
Ein Telegrafist in einer dramatischen Szene sendet des Notsignal SOS

Als Telegrafist (von altgriechisch τῆλε tēle, deutsch ‚fern‘ und γράφειν gráphein‚ ‚schreiben‘; veraltet auch: Telegraphist; Britisches Englisch: telegraphist; Amerikanisches Englisch: telegrapher) werden Personen bezeichnet, die mithilfe der (kabelgebundenen) elektrischen Telegrafie oder der (kabellosen) Funktelegrafie Nachrichten übermitteln. Letztere werden auch Funktelegrafisten genannt.
Die Aussendung geschieht von Hand auf telegrafischem Wege – nicht per Sprache, also niemals telefonisch.

## Geschichte
Historische Vorläuferin der elektrischen Telegrafie war die Optische Telegrafie. Dabei wurden an exponierten Orten in der Landschaft, beispielsweise auf Türmen oder Hügeln, Vorrichtungen zur optischen Signalübermittlung errichtet. Diese wurden als Flügeltelegrafen oder Semaphoren bezeichnet, befanden sich in Sichtabstand voneinander und wurden von Menschen bedient, deren Berufsbezeichnung Semaphorist war. Mit Aufkommen der elektrischen Telegrafie in der Mitte des 19. Jahrhunderts wurden die optischen Methoden obsolet. Auch der Beruf des Semaphoristen starb aus und wurde durch den des Telegrafisten ersetzt.
In der zweiten Hälfte des 19. Jahrhunderts erfuhr dieser einen gewaltigen Aufschwung und viele junge Menschen ergriffen diesen neuen Beruf. Kennzeichnend ist, dass dabei Nachrichten nicht mithilfe der menschlichen Sprache, also telefonisch, sondern in Form von Zeichen übertragen wurden. Nachdem es in den Anfangsjahren unterschiedliche Ansätze zur Zeichencodierung gab (siehe auch:Telegrafencode), setzte sich letztendlich der Morsecode als internationaler Standard durch.

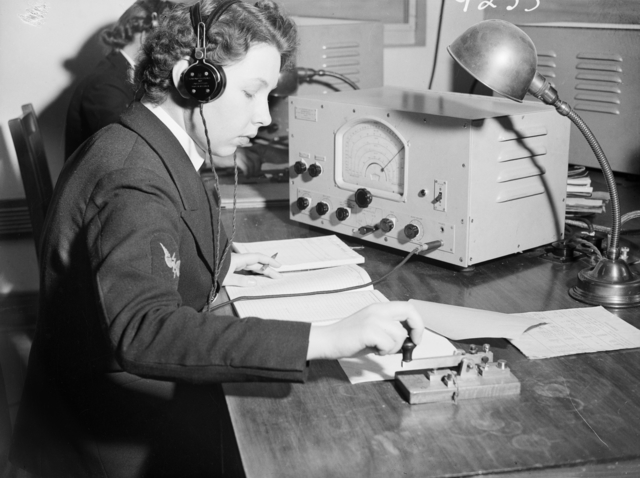
Eine Telegrafistin des Women’s Royal Australian Naval Service bei der Arbeit (1941)

Die Morsezeichen werden mithilfe einer Morsetaste von Hand getastet („gemorst“). Nachdem in den ersten Jahren die empfangenen Zeichen mithilfe eines Morseschreibers auf langen Papierstreifen aufgezeichnet wurden und dann mit den Augen abgelesen wurden, erkannte man bald die akustische Aufnahme als vorteilhaft. Die Schreibtelegrafen wurden durch Klopfer ersetzt und diese gegen Ende des 19. Jahrhunderts durch Kopfhörer. Der Telegrafist auf der Empfangsseite nahm also die Zeichen nun akustisch wahr. Sein Gehirn wandelte den gehörten Morse-Klang in die entsprechenden Buchstaben, Ziffern oder Sonderzeichen um. Diese wurden in der Regel von Hand aufgezeichnet und man erhielt so den gesendeten Text der Nachricht (siehe auch: Funkerschrift).
Die Übertragungsrate liegt bei der Morsetelegrafie typisch bei etwa 100 Buchstaben pro Minute (BpM). Statt BpM ist speziell im englischen Sprachraum auch die Einheit WpM (Wörter pro Minute) üblich, wobei definitionsgemäß ein Wort (durchschnittlich) aus fünf Buchstaben besteht. Damit entsprechen 100 BpM genau 20 WpM. Anfänger erreichen deutlich niedrigere Geschwindigkeiten. Sehr gute Telegrafisten können Morsezeichen mit bis zu 35 WpM geben und hören. Der Weltrekord für Schnelltelegrafie liegt bei über 75 WpM.
Im erweiterten Sinn kann man auch Kabelunternehmer, also Mitarbeiter oder Chefs früherer Telegrafengesellschaften als Telegrafisten bezeichnen. Ohnehin waren die weitaus meisten von ihnen nicht nur gute Geschäftsleute, sondern auch gute, teilweise sogar exzellente Telegrafisten. Beispielhaft lässt sich der Name Jesse Bunnell (1843–1899) nennen.
Nachdem es im 19. Jahrhundert zunächst ausschließlich drahtgebundene Telegrafie gegeben hatte, kam gegen Ende des Jahrhunderts eine revolutionär neue Technik in Form der „drahtlosen“ Telegrafie auf. Diese dominierte weite Teile des 20. Jahrhunderts und erhielt den Beruf des Telegrafisten nahezu bis zum Ende des Jahrhunderts. Selbst im 21. Jahrhundert gibt es noch Telegrafisten, nun jedoch als Liebhaber und Bewahrer der alten Technik in Form von Funkamateuren.